# Lothar Thoms

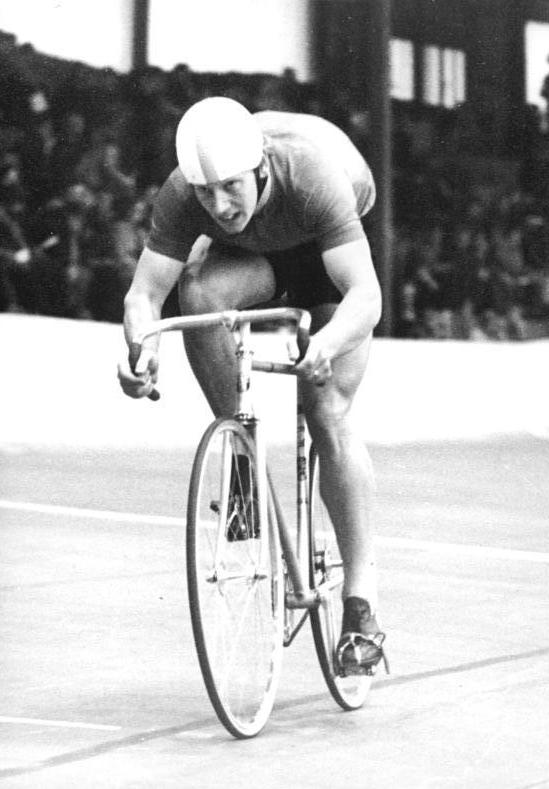
Lothar Thoms (1977)

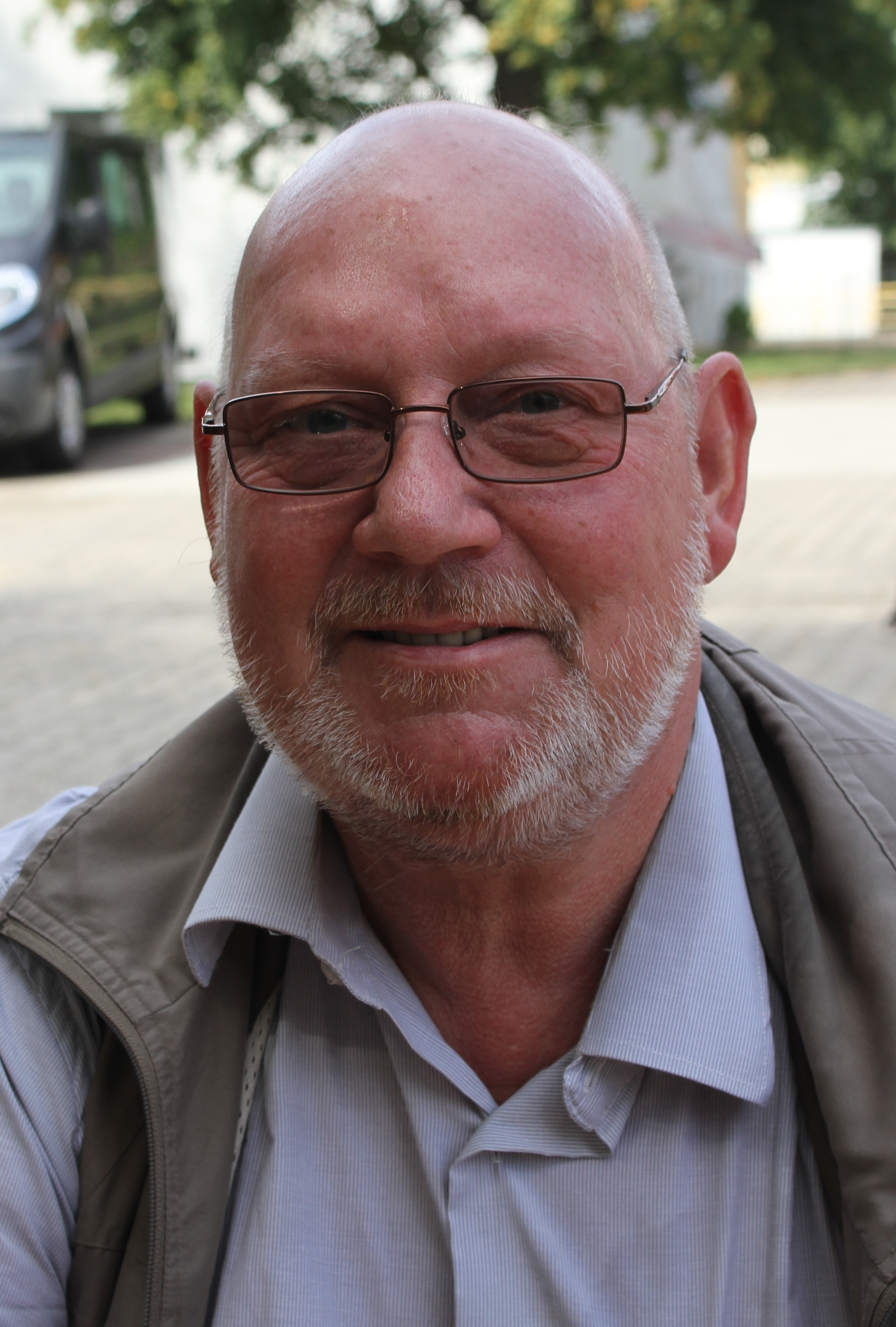
Thoms (2016)

Lothar Thoms (* 18. Mai 1956 in Guben; † 5. November 2017 in Forst (Lausitz)) war ein deutscher Radrennfahrer.

## Leben
Thoms war ein deutscher Bahnradsportler aus der DDR, der seine größten Erfolge im 1000-Meter-Zeitfahren hatte: 1980 wurde er Sieger der Olympischen Sommerspiele in Moskau (Weltrekord: 1:02,995 Minuten am 22. Juli) im 1000-Meter-Zeitfahren. Von 1977 bis 1981 gewann er viermal den Weltmeistertitel in Folge, ein Erfolg, den im 1000-m-Zeitfahren nur der Franzose Arnaud Tournant von 1998 bis 2001 wiederholen konnte. 1981 wurde Thoms vom Weltradsportverband Union Cycliste Internationale zum weltbesten Radsportler gewählt sowie zum DDR-Sportler des Jahres. Für den Gewinn der Goldmedaille bei den Olympischen Sommerspielen 1980 in Moskau wurde er mit dem Vaterländischen Verdienstorden in Silber ausgezeichnet. 1984 erhielt er den Vaterländischen Verdienstorden in Gold. 1982 wurde er Zweiter (hinter Fredy Schmidtke, Bundesrepublik) und 1983 Dritter der Weltmeisterschaften.
Thoms startete für den SC Cottbus und trainierte bei Gerd Müller.

## Berufliches
Nach dem Ende seiner Sportlerlaufbahn im Jahre 1985 arbeitete er als Sportfunktionär und nach dem Ende der DDR als Verwaltungsangestellter seiner Heimatstadt und nach einer Qualifizierung als Physiotherapeut.
Thoms starb nach langer schwerer Krankheit am 5. November 2017 im Klinikum Forst.

## Privates
Thoms verband eine lebenslange enge Freundschaft mit seinem Trainingskameraden Jens Glücklich.